# Christina van Hessen

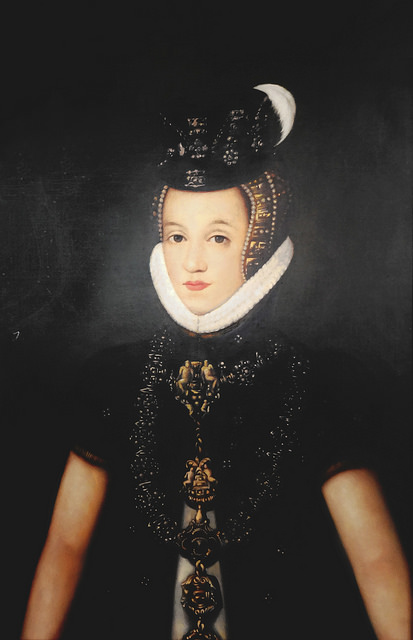
Christina van Hessen.

Christina van Hessen (Kassel, 29 juni 1543 - Kiel, 13 mei 1604) was van 1564 tot 1586 hertogin van Sleeswijk-Holstein-Gottorp. Ze behoorde tot het huis Hessen.

## Levensloop
Christina was een dochter van landgraaf Filips I van Hessen en diens eerste echtgenote Christina van Saksen, dochter van hertog George van Saksen. Ze kreeg van haar tante Elisabeth van Hessen een streng gereformeerde opvoeding. 
Christina kreeg van koning Erik XIV van Zweden het voorstel om met hem te huwen, maar dit werd door haar vader geweigerd. Uiteindelijk huwde ze op 17 december 1564 in het Slot Gottorf met hertog Adolf van Sleeswijk-Holstein-Gottorp (1526-1586). Hun huwelijksfeest veroorzaakte een schandaal omdat het in een drinkgelag resulteerde. Ook waren veel van de uitgenodigde vorsten afwezig gebleven. Enkele weken na het huwelijk, op nieuwjaarsdag 1565, brak er brand uit in de privévleugel van het echtpaar in het Slot Gottorf, waardoor Christina al haar persoonlijke bezittingen verloor.
Ze hield zich nauwgezet bezig met de opvoeding van haar kinderen. Ook promootte Christina het kerk- en schoolwezen en ondersteunde ze theologiestudenten met studiebeurzen. Tevens hield ze zich intensief bezig met geneeskunde en produceerde Christina eigen medicijnen. Na de dood van haar echtgenoot in 1586 verdedigde ze vooral de belangen van haar familie. Van haar zonen kregen ze als weduwegoed het Slot van Kiel, waar ze in mei 1604 op 60-jarige leeftijd overleed.

## Nakomelingen
Christina en haar echtgenoot Adolf kregen tien kinderen:
- Frederik II (1568-1587), hertog van Sleeswijk-Holstein-Gottorp
- Sophia (1569-1634), huwde in 1588 met hertog Johan VII van Mecklenburg-Schwerin
- Filips (1570-1590), hertog van Sleeswijk-Holstein-Gottorp
- Christina (1573-1625), huwde in 1592 met koning Karel IX van Zweden
- Elisabeth (1574–1587)
- Johan Adolf (1575-1616), hertog van Sleeswijk-Holstein-Gottorp
- Anna (1575-1625), huwde in 1598 met graaf Enno III van Oost-Friesland
- Christiaan (1576-1577)
- Agnes (1578-1627)
- Johan Frederik (1579-1634), aartsbisschop Bremen, bisschop van Lübeck en bisschop van Verden